# ティッパー・ゴア
ティッパー・ゴア（英語: Tipper Gore）、本名メアリー・エリザベス・ゴア（英語: Mary Elizabeth Gore、旧姓エイチェソン（Aitcheson）、1948年8月19日 - ）は、アメリカ合衆国の著作家、写真家。第45代アメリカ合衆国副大統領アル・ゴアの妻でもあった。1993年1月20日から2001年1月20日までアメリカ合衆国のセカンドレディの役割を担った。ゴア夫妻は2010年に離婚することを公表した。
PMRCを率いてヘヴィメタル、パンク、ヒップホップ分野をおもに、暴力的あるいは性的に露骨な歌詞が含まれる音楽を批判し、レコードに「ペアレンタル・アドバイザリー」のステッカー（通称：ティッパーステッカー）を貼るのを義務づけるよう促進した彼女はセカンドレディになる前から著名人であった。

## 経歴

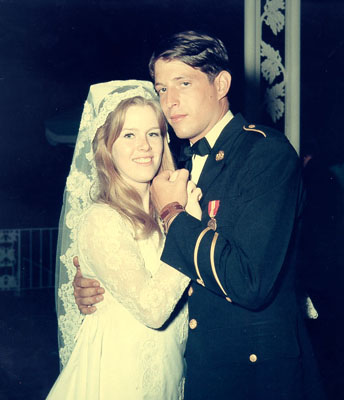
アル・ゴアとの結婚式写真（1970年5月19日）

メアリー・エリザベス・エイチェソンは1948年8月19日にアメリカ合衆国の首都であるワシントンD.C.にて、水道会社を経営するジョン・ケネス・エイチェソン・ジュニアと前の夫を第二次世界大戦で亡くしたマーガレット・アン・カールソン・オダム（1924–2001）の一人娘として生まれた。祖先にはイングランド人、スコットランド人、ドイツ人、スウェーデン人も含まれる。1952年に両親の離婚が成立し、バージニア州アーリントンにあるマーガレットの実家で育てられた。ニックネームの"ティッパー"は、幼少期にお気に入りだった子守唄「ティッパー、ティッパー、ティン（Tippy, Tippy, Tin）」より母親が名付けた。
バージニア州アレクサンドリアに位置する民間の女子校、聖アグネス学院に入学したティッパーはバスケットボールとソフトボールとフィールドホッケーのチームでプレーし、ガールズバンド「ワイルドキャッツ」にも所属してドラムを担当した。
1965年にアル・ゴアが通うワシントンD.C.の聖アルバンス学院のシニアプロムに参加して彼と出会い、二人はすぐに交際を開始した。高校を卒業したゴアはハーバード大学に進学し、ティッパーもガーランド短期大学に進学した。ティッパーはその後にボストン大学に転学した。1970年に同校で心理学の学士号を取得した彼女は心理学を追求して1975年にはジョージ・ピーボディ大学で修士号を取得した。翌1976年に夫のゴアが連邦議会を構成する議員の一人に選出されるまではテネシー州で新聞カメラマンとして働いた。

## 家族と私生活

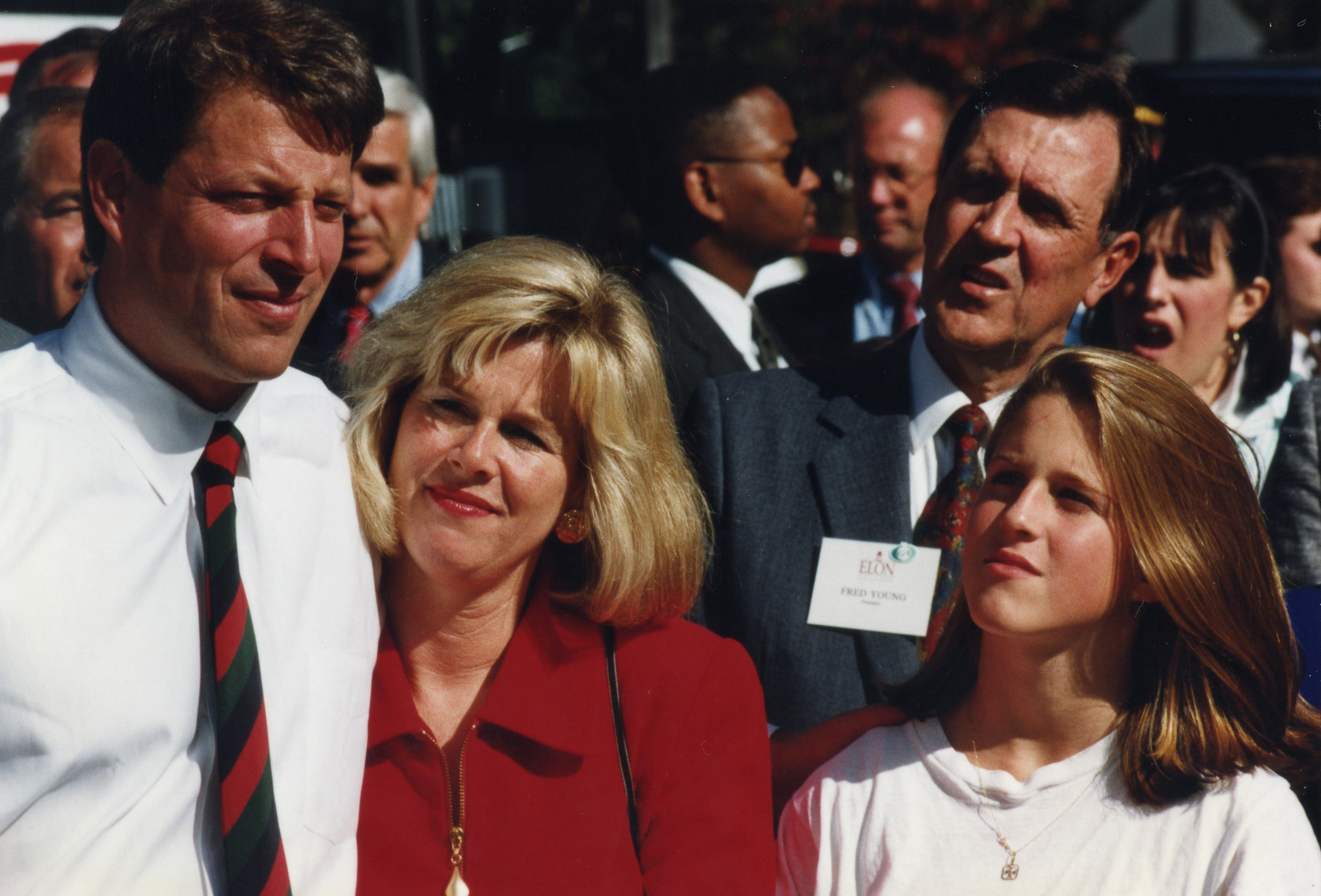
副大統領候補になったアル・ゴアとティッパー、末娘サラ（1992年10月26日）

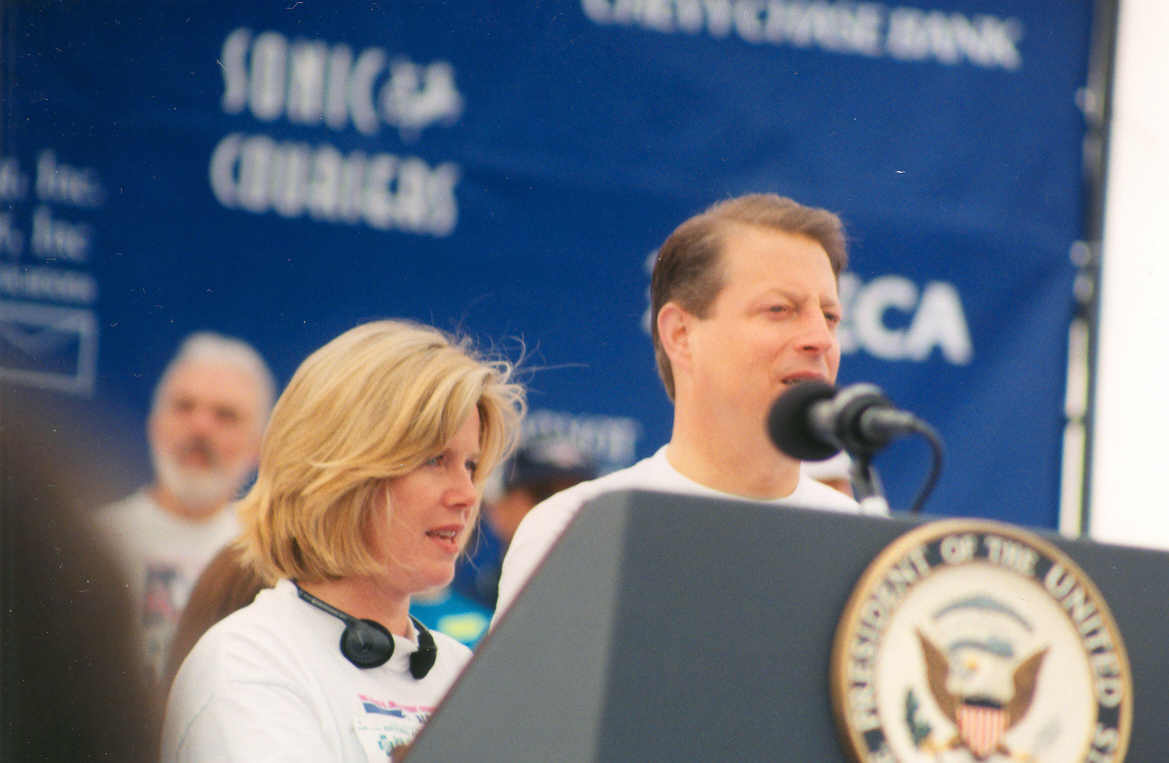
ゴア夫妻（1998年6月6日）

アル・ゴア・ジュニアとメアリー・エリザベス・エイチェソンは1970年5月19日にワシントン大聖堂で結婚式をあげた。夫婦は4人の子供をもうけた。
- カレナ・エイチェソン・ゴア（英語版）（1973年8月6日生まれ[7]） - 著作家、弁護士、ジャーナリスト[8]。1997年7月12日にニューヨークで総合診療医を務めるアンドリュー・ニューマン・シフと結婚[9]。2000年アメリカ合衆国大統領選挙では父親の選挙キャンペーンで主導的な役割を果たし、著書『Lighting the Way: Nine Women Who Changed Modern America』は選挙の敗北によって生じた自身の精神的苦痛を和らげるために書いたものだと述べている[8]。シフとの間に3人の子供をもうけたが、2010年6月9日（両親が離婚の発表をした翌週）に二人が離婚に向けて既に別居していることが報じられた[10]。
- クリスティン・カールソン・ゴア（英語版）（1977年6月5日生まれ[7]） - 著作家、脚本家[11]。2005年に元議会スタッフのポール・キューサックと結婚したが、2009年6月に離婚した[11][12]。
- サラ・ラフォン・ゴア（1979年1月7日生まれ[7]） - カリフォルニア大学サンフランシスコ校で医療を学んだが、進路を変更して芸術家になった[13]。2007年7月に台湾系アメリカ人実業家のビル・リー（李君偉)と結婚した[14]。2014年4月にパトリック・マイアニと再婚したことが報じられた（リーといつ離婚したかは不明）[13]。
- アルバート “アル” ゴア3世（1982年10月19日生まれ[7]） - 経営学修士（MBA)の候補者[15]。過去には父親がアメリカ合衆国副大統領を退任した後にマリファナ所持が原因の逮捕のニュースが二度報じられた[13]。2014年5月にブルターニュ・トスカーノと結婚した[15]。

ティッパーは2000年8月17日にロサンゼルスに位置するステイプルズ・センターにて、民主党の大統領候補指名を受け入れた夫と長く、濃厚なキスを交わした。
2003年に「イレイジング・ザ・スティグマ・アワーズ」において、息子のアル・ゴア3世が幼少期に自動車にはねられて瀕死の重傷を負った際にうつ病に苦しみ、それを克服した彼女自身の経験について講演した。
2010年6月1日に熟慮と協議を経た末の結論として、ゴア夫妻は40年におよぶ結婚生活に終止符を打ち、離婚すると公表した。2012年8月25日付の『ニューヨーク・タイムズ』は二人が年に数回、家族旅行やクリスマスなどの機会に会っていると報じた。

## 政治への関与
1984年に当時11歳だった長女のカレナが聴いていたプリンスのアルバム『パープル・レイン』の収録曲「ダーリン・ニッキー」に耳を傾けて露骨な歌詞が含まれていると感じて憤慨し、翌1985年にアメリカ合衆国財務長官ジェームズ・ベイカーの妻スーザン・ベイカーらと共同でPMRCを設立した。「ナショナル・パブリック・ラジオ」（NPR）の記事によると、この出来事がティッパーに子供たちへの警告目的で暴力的にあるいは性的に露骨な歌詞が含まれる音楽のレコードにステッカーを貼るように義務づける法案を連邦議会に提出するための働き掛けを開始する決意を促すことになった。政治家やビジネスマンの夫人たちで構成されるPMRCは夫たちの力を利用して上院において、「ポピュラー音楽の憂慮すべきコンテンツに関する」公聴会を開催させたが、会に出席して証言したミュージシャンのフランク・ザッパとジョン・デンバー、「トゥイステッド・シスター」に所属するディー・スナイダーのいずれもが検閲に強く反対する意思を表明した。PMRCを率いたティッパーは多くの音楽業界関係者から批判されることになり、ザッパは「文化に対するテロリストだ」と彼女を評した。ウォレントは1990年に発売したアルバム『いけないチェリーパイ』の収録曲「オード・トゥー・ティッパー・ゴア」で卑猥な語句を挿入して彼女を馬鹿にした。
また、青少年を取り巻く社会環境に警告を発する本を出版してこれがベストセラーになり、1988年アメリカ合衆国大統領選挙で候補の一人として名乗りを上げたゴアはこの時に「本人より先に、妻の名前が知られている初めての候補者」と呼ばれたり、「あのティッパーの亭主」と紹介されることもしばしばあった。しかし、ティッパーは「彼（ゴア）は私の口を封じようとしたことは一度もありませんし、私も夫への影響を恐れて活動を中止するつもりは全くありません」と言い切っている。
アメリカ合衆国のセカンドレディとしてのティッパーはより良いメンタルヘルスを提唱し、精神疾患に対する偏見を根絶するキャンペーンを展開したことで称賛を獲得した。1999年にはホワイトハウスで史上初めて開催されたメンタルヘルスについての会議で議長を務めた。彼女は自身のうつ病体験を公にしている。

## 著書
著者または共著者として、数冊の本を出している。
- Raising PG Kids in an X-Rated Society (1987年) (ISBN 978-0687352838)
- Picture This: A Visual Diary (1996年) (ISBN 978-0553067200)
  - 『副大統領夫人の写真日記』 浜野保樹訳、朝日新聞社 1998年。ISBN 978-4022572684
- From the Bottom of Our Hearts (2002年) (ISBN 978-1931718455)
- Joined at the Heart: The Transformation of the American Family (2002年) (ISBN 978-0805068931)  - 夫のアル・ゴアとの共著
- The Spirit of Family (2002年) (ISBN 978-0805068931)  - 夫のアル・ゴアとの共著